# Kabinett Lanza
Das Kabinett Lanza regierte Italien vom 14. Dezember 1869 bis zum 10. Juli 1873. Davor regierte das Kabinett Menabrea III, danach das Kabinett Minghetti II. Die Regierung von Ministerpräsident Giovanni Lanza wurde im Parlament von der sogenannten „Historischen Rechten“ (destra storica) und von Unabhängigen getragen.
Das Kabinett Lanza beseitigte 1870 den restlichen Kirchenstaat und machte Rom zur Hauptstadt Italiens, womit dessen Einigung weitgehend abgeschlossen wurde. Den hieraus entstehenden schweren Konflikt mit dem Papst versuchte die Regierung durch das sogenannte Gesetz der Garantien zu entschärfen. Im Inneren setzte Finanzminister Sella die Konsolidierung der Staatsfinanzen mit Entschlossenheit fort.

## Minister

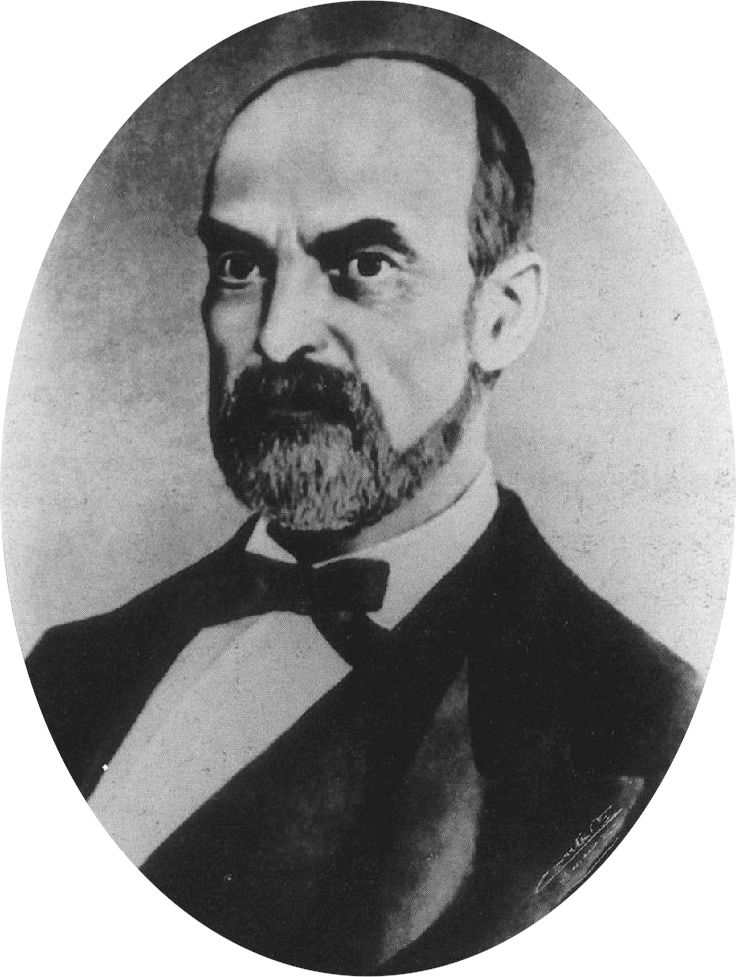
Giovanni Lanza

| Ministerien                          | Name |
| ------------------------------------ | --- |
| Ministerpräsident                    | Giovanni Lanza |
| Äußeres                              | Emilio Visconti-Venosta |
| Inneres                              | Giovanni Lanza |
| Justiz und Kirchenangelegenheiten    | Matteo Raeli (bis zum 23. Februar 1871) Giovanni De Falco (ab dem 24. Februar 1871)                                            |
| Krieg                                | Giuseppe Govone (bis zum 6. September 1870) Cesare Ricotti-Magnani (ab dem 7. September 1870)                                  |
| Marine                               | Stefano Castagnola (bis zum 14. Januar 1870) Guglielmo Acton (bis zum 30. August 1871) Augusto Riboty (ab dem 31. August 1871) |
| Finanzen                             | Quintino Sella |
| Landwirtschaft, Industrie und Handel | Stefano Castagnola |
| Öffentliche Arbeiten                 | Giuseppe Gadda (bis zum 30. August 1871) Giuseppe Devincenzi (ab dem 31. August 1871)                                          |
| Bildung                              | Cesare Correnti (bis zum 17. Mai 1872) Quintino Sella (bis zum 4. August 1872) Antonio Scialoja (ab dem 5. August 1872)        |